# Terremoto de la Isla Robben de 1620
El terremoto de la isla Robben de 1620 es ampliamente aceptado como el terremoto registrado más antiguo en la historia de Sudáfrica. Según los informes, ocurrió el 7 de abril de 1620 frente a la isla Robben, con una intensidad de Mercalli de II - IV. El evento fue observado por Augustin de Beaulieu, quien dirigía una flota de tres barcos en la bahía de la Mesa en ese momento, quien registró "dos truenos sorprendentes como disparos de cañón mientras el barco estaba en calma cerca de la isla Robben" entre las 06:00 y las 07:00.
En 2012, Sharad Master de South African Journal of Science cuestionó la precisión de la grabación del evento y concluyó que los truenos fueron muy probablemente fenómenos atmosféricos. Argumenta que fue el ligero terremoto que ocurrió frente a Ciudad del Cabo en 1690, que en realidad es el más antiguo registrado en Sudáfrica que se puede verificar, de intensidad Mercalli de III.